# Enriqueta Gastelumendi
Enriqueta Gastelumendi, la India Varela, (1913 - 2004) fue una talladora artesanal fueguina (Argentina), considerada una de los mayores exponentes de la cultura de la región, y una de los últimos descendientes directos del pueblo selknam, mestiza, hija de madre selknam y padre español.

## Biografía
Nació el 15 de julio de 1913 en el departamento Río Grande, Tierra del Fuego, en la estancia Viamonte. Era la menor de cinco hermanos, hijos de María Felisa Cusanchi -derivado del original Kusanche-, fallecida en 1949 y Ramón Gastelumendi, fallecido en 1918. El apellido vasco del padre hace referencia a un topónimo y significa "monte del castillo".
En aquellos años, la población de Onas -o Selknam- había disminuido drásticamente; de cuatro mil aborígenes que había en 1880, quedaban unos quinientos en 1905, amparados por las misiones salesianas y la misión de Bridges en las estancias Harberton y Viamonte.
Comenzó a tallar figuras de animales de la zona en madera de lenga  utilizando las herramientas mínimas indispensables.
Cuando Enriqueta cumplió cinco años, se trasladaron a la estancia Harberton, y más adelante a la estancia Moat, donde fallece su padre, con quien tenía una excelente relación. Allí, el encargado de la estancia era Jesús Varela, que en principio se convierte en padrastro de Enriqueta, se convirtió en su marido, a instancias de su propia madre, que la obligó a casarse con el español. 
Enviuda en 1959 y queda a cargo de sus nueve hijos. Le molestaba el apodo con el que la gente se refería a ella, la India Varela.

Era muy dulce, cortaba leña, bagualeaba, enlazaba, alambraba, amasaba el pan, pintaba cuadros con pinturas naturales sacadas del calafate. (...) Siempre me asombraba, era una mujer que no se aburría nunca. Tenía miles de historias; también, como para no, las había pasado todas. Pero lo más grandioso de ella era su ternura y por sobre todo su humildad. Nunca entendió por qué la gente compraba sus "trabajitos". Decía que era un milagro que la Virgen había hecho con ella para salvarla porque su vida con mi viejo era de mucho sufrimiento y todas las mañanas se levantaba con ganas de tirarse al agua para morir, pero al ver las formas en las ramas y palos de la orilla, se le ocurrían cosas para tallar. Sus primeras herramientas se las construyó con zuncho de cajones y con chapas de las latas. Cuando papá le descubría las tallas se las quemaba, eso la entristecía pero se las ingeniaba para seguir tallando a escondidas.
Esther, hija

## Obra

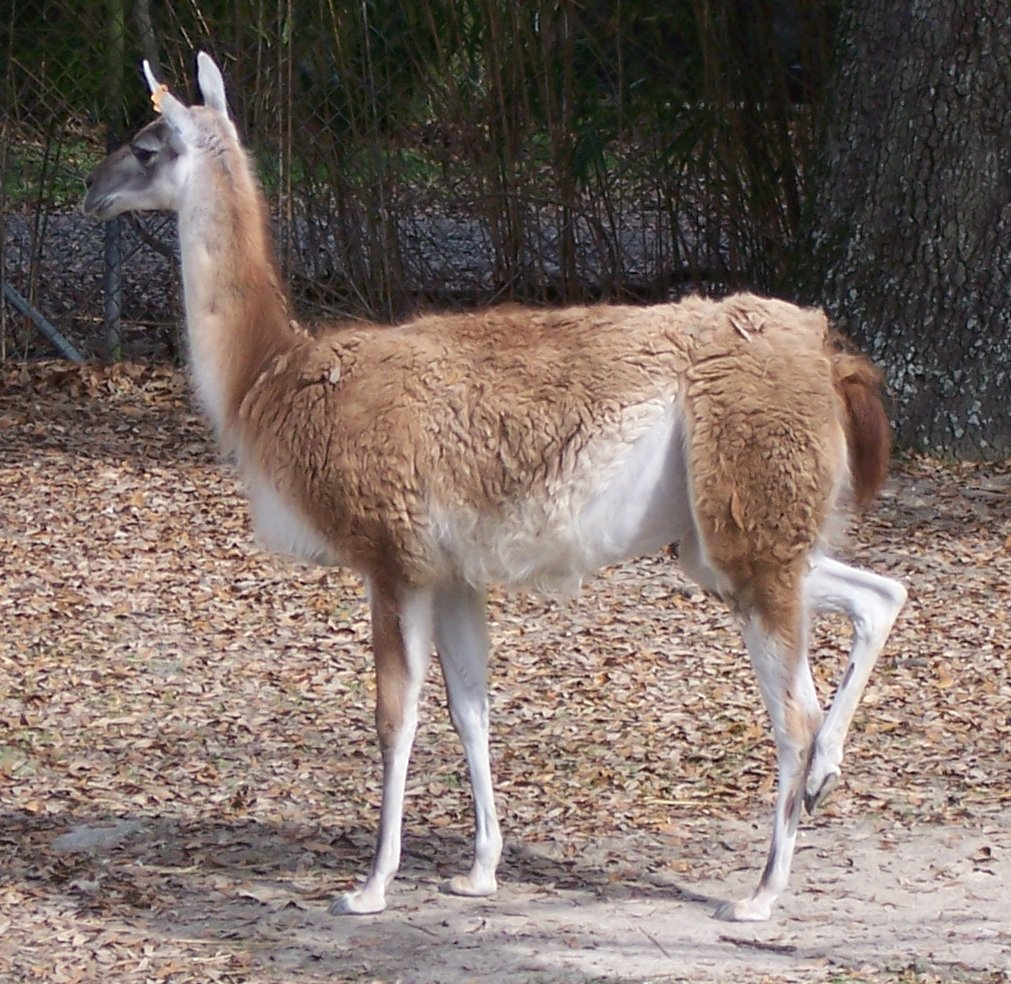
Guanaco: figura que más tallaba en lenga la India Varela.

La mayor parte de sus tallados fue vendida a los turistas que de todas partes del mundo llegaban a Ushuaia y veían sus obras a través de la ventana de su casa, en la céntrica calle San Martín.
La pieza de mayor dimensión es un guanaco, demoró dos años en tallarla.
Hasta 1992 trabajó como docente en el taller de libre expresión de la Dirección de Cultura de Tierra del Fuego, en Ushuaia. En los años '80 trabajó como maestra de tallado en el colegio salesiano de la obra de Don Bosco en Ushuaia.
Confeccionó la llave de la ciudad de Ushuaia.

## Reconocimientos
- Fue declarada Ciudadana Ilustre de Ushuaia en 1993.
- Sus obras se exhiben en el Museo del Fin del Mundo.
- Su nombre fue impuesto a la Casa Municipal de Cultura, a la biblioteca de la Escuela N.º 9 de Ushuaia , una escuela de enseñanza secundaria y a la feria del paseo de los artesanos de Ushuaia.[4]
- Manuel Tomás Valdivia, autor de la novela El Secreto de Darwin, realizó un video de 30 minutos llamado Enriqueta, la última selk’nam, en el que entrevista a la India Varela.[5]

## Fallecimiento
Falleció el 29 de agosto de 2004, a los 91 años, como consecuencia de una neumonía que se le había presentado en junio de ese año.